# Mnet Asian Music Awards
MAMA Awards (формально Mnet Asian Music Awards) — 
это крупная церемония вручения музыкальных наград, ежегодно вручаемая развлекательной компанией CJ E&M. Впервые проведенный в Южной Корее, большинство наград получили исполнители K-pop, хотя есть и другие азиатские исполнители, получившие награды в различных категориях, таких как «Лучший азиатский артист» и другие номинации.
Церемония награждения впервые состоялась в Сеуле в 1999 году и транслировалась на Mnet. MAMA проводилась за пределами Южной Кореи между 2010 и 2017 годами и теперь выходит на международный уровень.

## История

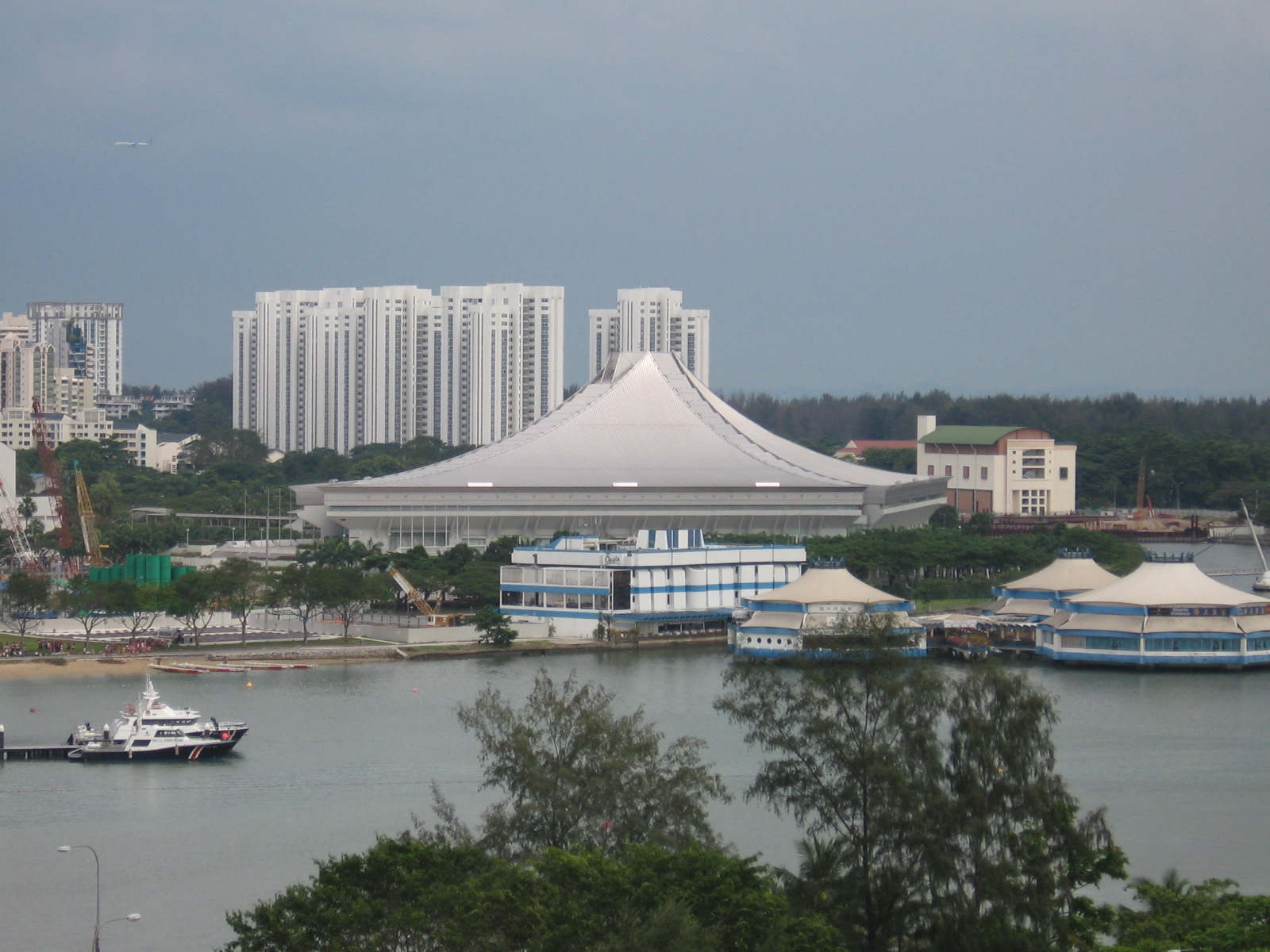
Сингапурский крытый стадион где в 2011 году прошла MAMA

Мероприятие впервые было проведено в 1999 году как церемония вручения музыкальных видео, смоделированная по образцу MTV Video Music Awards, называемой Mnet Music Video Festival К середине 2000-х годов церемония награждения привлекла некоторый международный интерес из-за распространения Халлю, и она транслировалась в Китае и Японии в 2008 году.
В 2009 году мероприятие было переименовано в Mnet Asian Music Awards (MAMA), чтобы отразить его расширение за пределами Южной Кореи. В 2010 году MAMA была проведена в Макао отметив первый раз, когда она была проведена за пределами Южной Кореи. В следующем году, в 2011 году, MAMA была проведена в Сингапуре, а затем была проведена в Гонконге с 2012 по 2017 год. В 2017 году церемония награждения была расширена до четырех дней, и части мероприятия были проведены во Вьетнаме и Японии, в дополнение к Гонконгу. В 2018 году MAMA имела три части и проводилась в трех странах; Южная Корея впервые за девять лет приняла MAMA вместе с Японией и Гонконгом.
Названия церемония
- Mnet Video Music Awards (1999)[4]
- Mnet Music Video Festival (2000–2003)[7]
- Mnet KM Music Video Festival (2004–2005)[8]
- Mnet KM Music Festival (2006–2008)[9]
- Mnet Asian Music Awards (2009–настоящее время)[6]

## Места проведения
| Год                                 | Дата                    | Город                   | Место                                    | Ведущие                 |
| Mnet Video Music Awards             | Mnet Video Music Awards | Mnet Video Music Awards | Mnet Video Music Awards                  | Mnet Video Music Awards |
| ----------------------------------- | ----------------------- | ----------------------- | ---------------------------------------- | ----------------------- |
| 1999                                | 27 ноября               | Республика Корея Сеул   | Universal Arts Center                    | Чхве Хал Ли             |
| Mnet Music Video Festival (MMF)     |                         |                         |                                          |                         |
| 2000                                | 24 ноября               | Республика Корея Сеул   | Universal Arts Center                    | Ча Тэ Хён и Ким Хён Джу |
| 2001                                | 23 ноября               | Республика Корея Сеул   | Universal Arts Center                    | Ча Тэ Хён и Сон Хё Го   |
| 2002                                | 29 ноября               | Республика Корея Сеул   | Universal Arts Center                    | Шин Дон Юп и Ким Чон Ын |
| 2003                                | 27 ноября               | Республика Корея Сеул   | Университет Кёнхи                        | Ча Тэ Хён и Сун Ю Ри    |
| Mnet Km Music Video Festival (MKMF) |                         |                         |                                          |                         |
| 2004                                | 4 декабря               | Республика Корея Сеул   | Университет Кёнхи                        | Шин Дон Юп и Ким Чон Ын |
| 2005                                | 27 ноября               | Республика Корея Сеул   | Олимпийская арена гимнастики             | Шин Дон Юп и Ким А Чжун |
| Mnet Km Music Festival (MKMF)       |                         |                         |                                          |                         |
| 2006                                | 25 ноября               | Республика Корея Сеул   | Олимпийская арена гимнастики             | Шин Дон Юп и Ким Ок Бин |
| 2007                                | 17 ноября               | Республика Корея Сеул   | Сеульский спортивный комплекс            | Шин Дон Юп и Ли Да Хи   |
| 2008                                | 15 ноября               | Республика Корея Сеул   | Сеульский спортивный комплекс            | Рейн                    |
| Mnet Asian Music Awards (MAMA)      |                         |                         |                                          |                         |
| 2009                                | 21 ноября               | Республика Корея Сеул   | Сеульский спортивный комплекс            | Tiger JK                |
| 2010                                | 28 ноября               | Макао                   | Арена Котай, The Venetian                |                         |
| 2011                                | 29 ноября               | Сингапур                | Сингапурский крытый стадион              | Ли Бён Хон              |
| 2012                                | 30 ноября               | Гонконг                 | Гонконгский центр конференций и выставок | Сон Чжун Ки             |
| 2013                                | 22 ноября               | Гонконг                 | AsiaWorld–Arena                          | Ли Сын Ги               |
| 2014                                | 3 декабря               | Гонконг                 | AsiaWorld–Arena                          | Сон Сын Хон             |
| 2015                                | 2 декабря               | Гонконг                 | AsiaWorld–Arena                          | PSY                     |
| 2016                                | 2 декабря               | Гонконг                 | AsiaWorld–Arena                          | Ли Бён Хон              |
| 2017                                | 25 ноября               | Вьетнам Хошимин         | Hoa Binh Theatre                         | Thu Minh                |
| 2017                                | 29 ноября               | Япония Иокогама         | Иокогама Арена                           | Пак Бо Гом              |
| 2017                                | 30 ноября               | Гонконг                 | W Hong Kong                              |                         |
| 2017                                | 1 декабря               | Гонконг                 | AsiaWorld–Arena                          | Сон Чжун Ки             |
| 2018                                | 10 декабря              | Республика Корея Сеул   | Тондэмун Дизайн Плаза                    | Чон Хэ Ин               |
| 2018                                | 12 декабря              | Япония Сайтама          | Сайтама Супер Арена                      | Пак Бо Гом              |
| 2018                                | 14 декабря              | Гонконг                 | AsiaWorld-Arena                          | Сон Чжун Ки             |
| 2019                                | 4 декабря               | Япония Нагоя            | Nagoya Dome                              | Пак Бо Гом              |
| 2020                                | 6 декабря               | Республика Корея Пхаджу | CJ E&M Contents World                    | Сон Чжун Ки             |
| 2021                                | 11 декабря              | Республика Корея Пхаджу | CJ E&M Contents World                    | Ли Хери                 |
| MAMA Awards                         |                         |                         |                                          |                         |
| 2022                                | 29–30 ноября            | Япония Осака            | Kyocera Dome                             | Чон Соми и Пак Бо Гом   |
| 2023                                | 28–29 ноября            | Япония Токио            | Tokyo Dome                               | –                       |
| 2024                                | 21 ноября               | США Лос-Анджелес        | Dolby Theatre                            | Пак Бо Гом              |
| 2024                                | 22–23 ноября            | Япония Осака            | Kyocera Dome                             | Ким Те Ри               |

## Категории

### Главные призы
Четыре главных приза (известный как Дэсан)
- Артист года
- Альбом года
- Песня года
- Всемирная икона года (с 2018 года)

### Конкурсные награды
Если не указано иное, каждая категория премии была введена в 1999 году
- Лучший мужской артист
- Лучшая женская артистка
- Лучшая мужская группа (с 2000 года, была известна как Лучшая группа в 1999 году)
- Лучшая женская группа (с 2000 года)
- Лучший новый артист
- Лучшее танцевальное выступление
- Лучшее бэнд выступление
- Лучшее рэп выступление
- Лучшее вокальное выступление (с 2010 года)
- Лучшая коллаборация (2010, 2012, 2014-2017, с 2019)
- Лучший саундтрек (2004)
- Лучшее музыкальное видео (с 2006)
- Лучший юнит (2018)

### Специальные награды
Эти награды были вручены один или несколько раз
- Лучший международный артист (1999-2006, 2009-2010, 2012-2014)
- Лучший азиатский артист (с 2004 года)

### Прекращенные премии
- Музыкальное видео года (1999-2005)

(бывшая премия Дэсан и в настоящее время Лучшее музыкальное видео с 2006 года)
- Лучшее Популярное Музыкальное Видео (1999-2005)

(бывшая премия Дэсан)
- Лучшее Музыкальное Видео Исполнение (2005-2007)
- Лучший Музыкальный Видеорежиссер (1999-2006)
- Лучшая смешанная группа (2000-2009)
- Лучшее исполнение баллады (1999-2009)
- Лучшее R&B выступление (2000-2007)
- Лучшее инди выступление (1999-2002)
- Лучшее House & Electronic выступление (2007-2009)
- Лучшее трот выступление (2009)
- Лучший цифровой сингл (2010)

## Список победителей

### Премия Дэсан
Ниже перечислены исполнители, получившие две или более премий Дэсан. (Включает Артиста года, Альбом года, Песню года и Всемирную икону года)
| Артист       | Количество | Первый год награждения | Последний год награждения |
| ------------ | ---------- | ---------------------- | ------------------------- |
| BTS          | 20         | 2016                   | 2022                      |
| EXO          | 5          | 2013                   | 2015                      |
| Big Bang     | 5          | 2008                   | 2015                      |
| 2NE1         | 4          | 2009                   | 2011                      |
| Twice        | 3          | 2016                   | 2018                      |
| Super Junior | 3          | 2007                   | 2012                      |
| G-Dragon     | 2          | 2009                   | 2013                      |
| Got7         | 2          | 2019                   | 2020                      |
| TVXQ         | 2          | 2005                   | 2008                      |
| SG Wannabe   | 2          | 2006                   | 2006                      |
| BoA          | 2          | 2002                   | 2004                      |
| H.O.T.       | 2          | 1999                   | 2000                      |

### Конкурсные награды
Ниже перечислены исполнители, получившие две или более конкурсных награды
| Количество                                                                                        | Артист    | Первый год награждения | Последний год награждения |
| ------------------------------------------------------------------------------------------------- | --------- | ---------------------- | ------------------------- |
| 12                                                                                                | BTS       | 2015                   | 2022                      |
| 11                                                                                                | IU        | 2011                   | 2021                      |
| 8                                                                                                 | Twice     | 2015                   | 2021                      |
| 6                                                                                                 | Эйли      | 2012                   | 2017                      |
| 5                                                                                                 | Blackpink | 2016                   | 2022                      |
| 5                                                                                                 | CNBLUE    | 2010                   | 2016                      |
| 5                                                                                                 | Big Bang  | 2007                   | 2015                      |
| 5                                                                                                 | Epik High | 2005                   | 2014                      |
| 5                                                                                                 | G-Dragon  | 2007                   | 2013                      |
| 5                                                                                                 | 2NE1      | 2009                   | 2011                      |
| 5                                                                                                 | BoA       | 2000                   | 2010                      |
| 5                                                                                                 | Shinhwa   | 2001                   | 2007                      |
| 4                                                                                                 | Бэкхён    | 2016                   | 2021                      |
| 4                                                                                                 | Wanna One | 2017                   | 2018                      |
| 4                                                                                                 | EXO       | 2012                   | 2016                      |
| 4                                                                                                 | Shinee    | 2008                   | 2015                      |
| *Артисты с наибольшим количеством наград и самым последним годом награждения перечислены первыми. |           |                        |                           |

## Скандалы

### Бойкот
В 2007 году Ли Мин У и Шин Хе Сун из группы Shinhwa отменили свое появление на мероприятии за час до начала церемонии награждения. Шин Хе Сун позже сказал, что они ушли, потому что они не доверяли событию, чтобы справедливо выбрать победителей.
В 2009 году развлекательные компании SM Entertainment и Inwoo Production бойкотировали церемонию награждения 2009 года, и поэтому никто из их артистов не присутствовал. Обе компании заявили, что причиной их бойкота стало то, что они поставили под сомнение справедливость процесса голосования. В частности, SM Entertainment заявил, что Girls Generation занимали первое место в музыкальном чарте в течение девяти недель подряд, но группа никогда не занимала первое место на еженедельном музыкальном шоу Mnet. Компания также раскритиковала мобильный опрос, который требовал от участников платить деньги, чтобы проголосовать.

### Мошенничество на голосовании
До церемонии награждения 2017 года Mnet обнаружил, что некоторые поклонники подтасовали мошеннические голоса с помощью ботов. В результате Mnet временно приостановил голосование, затем аннулировал все мошеннические голоса, заблокировал соответствующие IP-адреса и удалил соответствующие учетные записи пользователей.

## Вещание
Шоу транслируется в прямом эфире в тринадцати странах по всей Азии. В Южной Корее и Японии он транслируется по каналам Mnet и CJ E&M. Другие телеканалы, которые транслировали шоу, включают tvN, Music On! TV (Япония), 8TV (Малайзия), iQiyi (Китай), MTV Mandarin (Тайвань), MediaCorp Channel U (Сингапур), GMM 25 (Таиланд), Indosiar (Индонезия), Myx (Филиппины), MY TV (Камбоджа), Iflix (Шри-Ланка), Mnet America (Соединенные Штаты), NRK (Норвегия) и SBS (Австралия). Шоу также транслируется онлайн с веб-сайта Mnet в Южной Корее, Sohu в Китае, YouTube Live и Vapp для остального мира.